# Антим (Шивачев)
Митрополит Антим (в миру Нікола Шивачев; 21 листопада 1884, село Енікьой, провінція Фракія, Османська імперія — 4 березня 1939, Софія) — єпископ Болгарської православної церкви, митрополит Ловчанський, богослов.

## Біографія
Народився в селі Енікьой, в провінції Фракія Османської імперії. Початкову освіту здобув у рідному селищі і місті Узункьопрю, в гімназії Петра Берона в Едірні, і — в 1902-1908 роках — в Цареградській духовній семінарії.
27 грудня 1906 року прийняв чернечий постриг з ім'ям Антим і був висвячений у сан ієродиякона.
У 1908 році був висвячений у сан ієромонаха і вступив на богословський факультет Чернівецького університету, який закінчив в 1912 році. Захистив докторську дисертацію на тему «Історія аварів» на історико-філософському факультеті того ж університету в 1914 році.
Після повернення до Болгарії з 1914 по 1915 рік викладав у Софійській духовній семінарії.
У 1915 році був направлений в якості протосинкел в Струміцьку митрополію. Пізніше був призначений Синодальним проповідником Врачанської єпархії, в обов'язки якого входило читання проповідей в недільні та святкові дні в різних церквах єпархії та спостереження за проповідницькою діяльністю єпархіальних священнослужителів.
У 1917 році був зведений в сан архімандрита і призначений духівником і викладачем болгарської історії та німецької мови у військовому училищі Софії.
Обіймав посади протосинкела Софійській митрополії в 1918—1922 і 1928—1931 роках; настоятеля собору святого Олександра Невського в Софії і болгарського залізного храму Стефана Первомученика в Константинополі.
16 грудня 1926 був призначений ректором духовного училища Бачковського монастиря.
19 червня 1931 року в храмі-пам'ятнику святого Олександра Невського був хіротонізований в вікарного єпископа з титулом Траянопольський.
З листопада 1931 року по серпень 1936 року — ректор Софійської духовної семінарії.
З 16 серпня 1936 року по 26 вересня 1937 року обіймав посаду Синодального інспектора і редактора журналів «Църковен вестник» і «Духовна култура».
Автор ряду цінних досліджень з церковної історії, член Болгарського археологічного, Болгарського історичного і Слов'янського товариств; Фракійського наукового інституту та інших.
26 вересня 1937 року обраний, а 14 листопада того ж року — канонічно утверджений митрополитом Ловчанським.
Керував єпархією всього один рік і три місяці, встигнувши за цей час об'їхати єпархію, побувати в безлічі загублених сіл і дати Боже благословення всім. Був ініціатором будівництва нового кафедрального собору в Ловечі.
Раптово помер 4 березня 1939 року в Софії. Був похований біля вівтаря кафедрального храму Святої Трійці в Ловечі.